# Cicindela chlorocephala
Cicindela chlorocephala är en skalbaggsart som beskrevs av Louis Alexandre Auguste Chevrolat 1834. Cicindela chlorocephala ingår i släktet Cicindela och familjen jordlöpare. Utöver nominatformen finns också underarten C. c. smythi.